# Gennaro Pascarella
Gennaro Pascarella (Cervino, 28 marzo 1948) è un vescovo cattolico italiano, dal 20 giugno 2023 vescovo emerito di Pozzuoli e di Ischia.

## Biografia
Nasce a Cervino, in provincia di Caserta e diocesi di Acerra, il 28 marzo 1948.

### Formazione e ministero sacerdotale
Compie gli studi ginnasiali nel seminario vescovile di Acerra, gli studi liceali nel seminario regionale "San Pio X" di Benevento e quelli teologici alla Facoltà Teologica "San Luigi" di Posillipo, dove consegue la licenza in teologia morale.
Il 14 settembre 1974 è ordinato presbitero per la diocesi di Acerra. Dopo l'ordinazione ha studiato filosofia presso l'Università di Napoli.
Nel 1978 viene nominato vicario cooperatore nella parrocchia di Sant'Alfonso Maria de' Liguori in Acerra e l'anno successivo delegato vescovile per le vocazioni; nel 1983 diviene cancelliere della curia diocesana di Acerra ed inoltre: membro della Consulta regionale per le vocazioni, canonico penitenziere del capitolo della cattedrale, coordinatore della Curia per la pastorale, membro del Consiglio presbiterale della diocesi di Acerra, docente di religione presso il liceo scientifico di Acerra e coordinatore della pastorale giovanile.

### Ministero episcopale
Il 14 novembre 1998 papa Giovanni Paolo II lo nomina vescovo di Ariano Irpino-Lacedonia; succede a Eduardo Davino, precedentemente nominato vescovo di Palestrina. Il 9 gennaio 1999 riceve l'ordinazione episcopale, nella cattedrale di Acerra, dal vescovo Antonio Riboldi, co-consacranti l'arcivescovo Serafino Sprovieri e il vescovo Eduardo Davino.
Il 10 gennaio 2004 viene trasferito alla diocesi di Pozzuoli come vescovo coadiutore e il 2 settembre 2005, in seguito alle dimissioni per raggiunti limiti di età del vescovo Silvio Padoin, diventa vescovo di Pozzuoli.
Tra i primi incarichi si occupa della prosecuzione dell'VIII sinodo diocesano, indetto dal predecessore, per poi concluderlo con la pubblicazione del "Libro del Sinodo" il 25 gennaio 2007.
L'11 maggio 2014 riapre al culto la cattedrale diocesana chiusa dal 1964 e il 20 maggio 2016 inaugura la nuova sede del museo diocesano.
Il 22 maggio 2021, avendo papa Francesco unito in persona episcopi la diocesi di Pozzuoli con la diocesi di Ischia, è nominato vescovo anche di quest'ultima sede; succede a Pietro Lagnese, precedentemente nominato vescovo di Caserta. Prende possesso canonico della diocesi il 19 giugno.
Nella Conferenza episcopale campana è vicepresidente, dal 2019 al 2023, e delegato per la pastorale familiare e per la vita.
Il 20 giugno 2023 papa Francesco accoglie la sua rinuncia, presentata per raggiunti limiti di età, al governo pastorale delle diocesi di Pozzuoli e di Ischia; gli succede Carlo Villano, fino ad allora vescovo ausiliare di Pozzuoli e titolare di Sorres. Rimane amministratore apostolico delle diocesi di Pozzuoli e di Ischia fino all'ingresso del successore, avvenuto rispettivamente il 19 e il 23 settembre seguenti.

## Genealogia episcopale e successione apostolica
La genealogia episcopale è:
- Cardinale Scipione Rebiba
- Cardinale Giulio Antonio Santori
- Cardinale Girolamo Bernerio, O.P.
- Arcivescovo Galeazzo Sanvitale
- Cardinale Ludovico Ludovisi
- Cardinale Luigi Caetani
- Cardinale Ulderico Carpegna
- Cardinale Paluzzo Paluzzi Altieri degli Albertoni
- Papa Benedetto XIII
- Papa Benedetto XIV
- Papa Clemente XIII
- Cardinale Marcantonio Colonna
- Cardinale Giacinto Sigismondo Gerdil, B.
- Cardinale Giulio Maria della Somaglia
- Cardinale Carlo Odescalchi, S.I.
- Cardinale Costantino Patrizi Naro
- Cardinale Lucido Maria Parocchi
- Papa Pio X
- Cardinale Gaetano De Lai
- Cardinale Raffaele Carlo Rossi, O.C.D.
- Cardinale Amleto Giovanni Cicognani
- Cardinale Salvatore Pappalardo
- Vescovo Antonio Riboldi, I.C.
- Vescovo Gennaro Pascarella

La successione apostolica è:
- Vescovo Carlo Villano (2021)

## Lettere pastorali
Lettere pastorali alla diocesi di Pozzuoli:
- Gennaro Pascarella, Incontrarci per andare, Pozzuoli, diocesi di Pozzuoli, 2005.
- Gennaro Pascarella, L'essenziale è amare, Pozzuoli, diocesi di Pozzuoli, 2006.
- Gennaro Pascarella, Quaresima: Tempo di sobrietà e di essenzialità, Pozzuoli, diocesi di Pozzuoli, 2008.
- Gennaro Pascarella, Forti nella speranza, annunciamo con gioia il Vangelo, Pozzuoli, diocesi di Pozzuoli, 2008.
- Gennaro Pascarella, Gesù Cristo, Via Verità e Vita, Pozzuoli, diocesi di Pozzuoli, 2009.
- Gennaro Pascarella, In cammino con il Risorto (PDF), Pozzuoli, diocesi di Pozzuoli, 2013. URL consultato il 24 maggio 2021.
- Gennaro Pascarella, Camminare insieme per annunciare Gesù Cristo, crocifisso e risorto (PDF), Pozzuoli, diocesi di Pozzuoli, 2017. URL consultato il 24 maggio 2021.
- Gennaro Pascarella, Donarsi... il nuovo modo di essere, a Natale (PDF), Pozzuoli, diocesi di Pozzuoli, 2020. URL consultato il 24 maggio 2021.
- Gennaro Pascarella, «Abbiamo creduto all'amore». Lettere pastorali (1999-2023), a cura di F. Cutolo e F. Bartolino, presentazione di C. Villano, prefazione di P. Coda, introduzione di C. Matarazzo, Napoli, Luciano editore, 2024, ISBN 9788860263490.